# 八木正信
八木 正信（やぎ まさのぶ）は、戦国時代から安土桃山時代にかけての武将。島津氏の家臣。名は昌信とも。通称は新四郎。官位は主水佐、越後守。入道名は嘉竺（宗栄とも）。

## 略歴
先祖は日下部氏で、岩切氏・土持氏・海江田氏らとは同族である。正信は青蓮院流書家の門弟で、薩摩国の島津義久の右筆役を務めると共に、書の指南役も務めた。また、真幸院吉田の地頭として2,000石余を知行されている。
天正元年（1573年）、正信は稲荷社別当の宝持院と共に、禰寝重長へ降伏を説く使者を務める。天正12年（1584年）の沖田畷の戦いの際には島津家久に従い肥前国島原へ祐筆役として渡海、天正14年（1586年）の豊後国攻めの際は、大友家臣であった入田親誠への使者を務めた。また、天正15年（1587年）に豊臣秀吉の九州平定で島津氏が降伏、秀吉へ陳謝すべく義久が剃髪・入道すると正信も剃髪し、嘉竺と号して秀吉に対面する義久の供をした。
没年は不明であるが、7月17日に大隅国の富隈にて病死している（天正17年（1589年）5月に義久へ起請文を提出しているため、その年以降と思われる）。法名は隣松城徳庵主。